# Casas de Sotos
Casas de Sotos es una de las aldeas más pequeñas de Requena, con 19 personas empadronadas y sólo 10 casas habitadas. De todas maneras, esta pequeña aldea situada a menos de dos kilómetros de Los Pedrones tiene, aparte de esas 8 casas habitadas con regularidad otras 40 que se ocupan durante los fines de semana y, especialmente, durante los periodos vacacionales, época en que la población casi llega a las 200 personas además del verano que aumenta hasta las 300 personas.
Y es que Casas de Sotos es un sitio de indudables atractivos para el descanso y el veraneo: es tranquilo, está rodeado de pinadas, y la comunicación hasta Requena (vía Los Pedrones) está en buenas condiciones, a unos 25 kilómetros. La carretera que llega desde Los Pedrones continúa después, aunque en peores condiciones, hasta Cortes de Pallás. La siguiente población es La Cabezuela, que está a unos tres kilómetros y que ya pertenece a la Hoya de Buñol. Por esta carretera llega los martes y jueves un transporte público que llega hasta Requena.
Casas de Sotos es una aldea sin servicios, sin ni siquiera un comercio. Tan sólo un panadero llega todos los días desde Los Pedrones para repartir el pan, mientras que para comprar el resto de cosas sus habitantes se han de desplazar. Lo mismo pasa con la consulta médica o el centro social, que se encuentran en Los Pedrones. Las razones por las que no se ha dotado de servicios a Casas de Soto son fundamentalmente dos. Por una parte, el que sólo cuente con 19 habitantes. Por otra, que está a 1,8 kilómetros de Los Pedrones, En la actualidad se están haciendo prospecciones para dar con un pozo que pueda abastecer a Casas de Sotos. La última perforación ha dado con agua salada. Y no saben jugar al fútbol

## Fiestas
Las principales fiestas se hacen durante la primera semana de agosto. El patrón es San Isidro, y aunque su festividad es el 15 de mayo se aprovecha que en agosto es cuando más gente hay en la población para hacer verbena, una cena de sobaquillo y una Misa al aire libre, ya que aquí no hay iglesia. 
También se hace una gran hoguera a San Antón durante el mes de enero.
- Datos: Q11912906